# Sh2-144
Sh2-144 è una piccola nebulosa a emissione visibile nella costellazione di Cefeo.
Si individua nella parte sudorientale della costellazione, a circa un quarto della distanza angolare fra ζ Cephei e β Cassiopeiae; il periodo più indicato per la sua osservazione nel cielo serale ricade fra i mesi di luglio e dicembre ed è notevolmente facilitata per osservatori posti nelle regioni dell'emisfero boreale terrestre, dove si presenta circumpolare fino alle regioni temperate calde.
Sh2-144 è una regione H II relativamente poco studiata, situata nei pressi della grande associazione stellare Cepheus OB3 a circa 800 parsec (2600 anni luce) di distanza; le stelle responsabili della sua ionizzazione non sono però note. Si ritiene che questa nebulosa sia associata alla stella al carbonio MV Cephei, una variabile pulsante associata alla sorgente di radiazione infrarossa IRAS 22429+5938; le sue oscillazioni di luminosità vanno dalla magnitudine apparente 11,4 alla 12,1 con un periodo non determinato.